# Бридж (музыка)

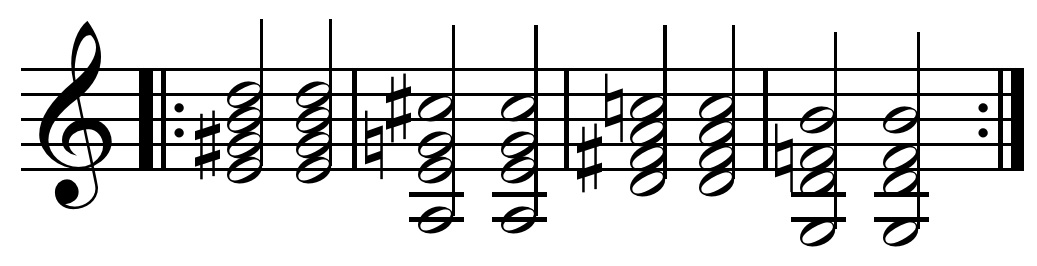
Аккордовая последовательность III7-VI7-II7-V7 (в данном случае представленная в до-мажоре: E7-A7-D7-G7) часто служит гармоническим фоном для бриджа в джазовых стандартах.

Бридж (с англ. — «мост»; также средняя восьмитактовая секция, рилис, ченнел) — раздел музыкального произведения, контрастный по своему содержанию окружающим разделам и подготавливающий переход (или возвращение) к основной музыкальной теме. В русском языке термин является относительно свежим заимствованием из английского языка и применяется почти исключительно для описания структуры популярных и ро́ковых песен или же джазовых произведений.
Английский музыкальный термин bridge (мост) является переводом немецкого слова Steg, использовавшегося мейстерзингерами XV—XVIII веков для обозначения переходного фрагмента в средневековой музыкальной бар-форме. Немецкий термин стал широко известен в 1920-х годах благодаря немецкому музыковеду Альфреду Лоренцу, который исследовал адаптации бар-формы в произведениях Рихарда Вагнера. В переведённом виде термин вошёл в английский язык в 1930-х годах под влиянием композиторов, эмигрировавших из Германии в США.

## Бридж в популярной музыке
Основная функция бриджа — временно отвлечь слушателя от основной темы и сделать её повторное звучание (нередко совпадающее с кульминацией всего произведения) более эффектным. В связи с этим музыкальная тема бриджа как правило заметно отличается от основных тем как гармонически, так и мелодически; нередко также отмечается смена ритма и темпа. Текст, озвучиваемый во время звучания бриджа, тоже обычно контрастирует со смысловым содержанием основных частей песни; нередко в тексте данного фрагмента звучат отсылки к уже прозвучавшим словам.
В простой 32-тактовой форме бридж является третьим фрагментом (часть B при общей структуре AABA); в сложной 32-тактовой форме он контрастен всей секции AABA. В запевно-припевной форме бридж используется более свободно и может быть очень коротким, являясь своего рода «паузой-разрядкой» перед очередным повторением куплета и припева (ABABCAB, здесь A обозначает куплет, B — припев, C — бридж).
В отдельных случаях термин «бридж» может использоваться также для обозначения небольшого фрагмента между куплетом и припевом, хотя более точным обозначением для данного понятия является прехорус или предприпев.
Наличие бриджа в структуре современных (начиная с середины XX века) популярных песен столь распространено, что в отдельных песнях даже звучат шутливые намёки и упоминания о бридже: так, например, в песне «The Crunge» (написанной без использования бриджа) с альбома Houses of the Holy группы Led Zeppelin в конце звучат шутливые вопросы о том, видел ли кто-нибудь «этот чёртов бридж». Рэпер Замай в треке «Бридж» с микстейпа ANTIHYPETRAIN посвятил бриджу весь текст, позже объяснив свою идею: «Никто не диссил никогда бридж, а я придумал: я буду диссить бридж».
Несмотря на то, что бридж выполняет, по сути, «вспомогательную» функцию, нередко его музыкальные темы и сами по себе являются примечательными и запоминающимися.

## Бридж в классической музыке
По причине того, что в русском языке термин «бридж» является довольно свежим заимствованием, он не применяется по отношению к классической музыке в постсоветском музыковедении. Однако можно упомянуть о двух понятиях, схожих с бриджем по сути:
1. В произведениях, использующих сонатную форму, понятию бридж родственно (но не идентично) понятие связующая тема (или связующая партия)[3]. Основная функция связующей темы в классической музыке — смягчить переход от основной темы к побочной (которые, как правило, используют разные тональности). В некоторых музыкальных произведениях (например, в девятой симфонии Дворжака или в симфонии ре минор Сезара Франка) связующая тема получает значительное развитие и становится словно третьим субъектом сонатной формы.
2. Термин bridge иногда используется в англоязычной литературе также в описании структуры фуги: так называют необязательный короткий фрагмент между первым ответом (ответом называется проведение главной темы в другой тональности) и началом второго проведения главной темы; функция бриджа в данном случае заключается в возвращении в исходную тональность[8]. В русском языке (и часто в английском[9]) для обозначения данного понятия употребляются термины свя́зка (англ. link[10]) или кодетта (англ. codetta)[11].